# Kokan Shiren

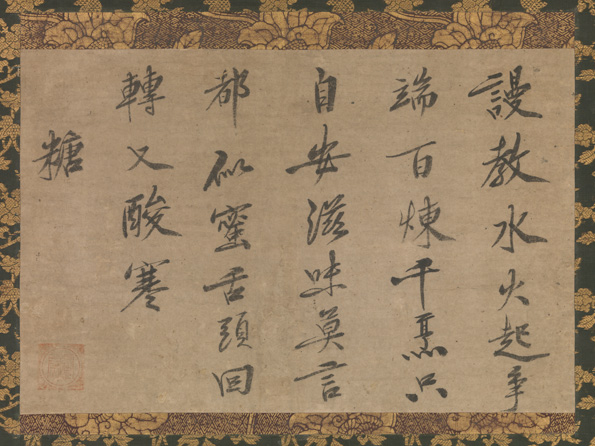
Kaligrafia Kokana Shirana – Wiersz o cukrze

Kokan Shiren (jap. 虎関師錬; ur. 9 maja 1278 w Kioto, zm. 11 sierpnia 1346) – japoński mistrz zen szkoły rinzai, poeta i kaligraf.

## Życiorys
Urodził się w Kioto. Był synem matki z arystokratycznego klanu Minamoto i oficera straży pałacowej. Gdy miał osiem lat powierzono go pieczy mnicha Hōkaku z góry Hiei. W wieku 10 lat został nowicjuszem w Enryaku-ji, głównym klasztorze szkoły tendai. Po jakimś czasie przeniósł się do klasztoru Nanzen, gdzie praktykował zen pod kierunkiem jego drugiego opata Kiana Soena (1261-1313). Trzecim opatem tego klasztoru został chiński mistrz chan Yishan Yining (1247-1317), prekursor kultury ruchu gozan w Japonii, przedstawiciel wysokiej kultury z końcowego okresu dynastii Song łączącej elementy kulturalno-religijne. Kokan studiował u niego i wpływ Yishana wpłynął na przyszłość ucznia.
Pod wpływem Yishana ujawnił się poetycki talent Kokana, który zaczął intensywne studia literatury chińskiej pod kierunkiem mistrza. Po jakimś czasie jego talent został zauważony przez byłego cesarza Kameyamę (亀山, pan. 1260-1274). Kokan i Yishan zapoczątkowali złotą erę literatury gozan w Japonii. Kokan zasadniczo pozostał wierny tradycji południowej dynastii Song. Studiował także kaligrafię u chińskiego mistrza Huanga Shangu.
Następnie został uczniem mistrza zen Tōzana Tanshō (1231-1291), najbardziej znanego z uczniów mistrza Enniego Ben’ena. Po otrzymaniu potwierdzenia oświecenia i zostania spadkobiercą Dharmy swojego nauczyciela, Kokan rozpoczął okres wędrówek po klasztorach i świątyniach w całej Japonii.
W 1313 roku powrócił do Kioto. Cieszył się zaufaniem cesarza Go-Fushimi (後伏見, pan. 1298-1301) i często bywał zapraszany na dwór cesarski z naukami zen. Ostatecznie został opatem najbardziej prestiżowych klasztorów zen w Japonii: Nanzen i Kenchō. Zyskał wtedy wielką sławę.
Jego najsłynniejszym dziełem niepoetyckim była praca Genkō shakusho (元亨釈書), pierwsza historia buddyzmu w Japonii, zawierająca biografie ponad 450 mnichów japońskich. Charakterystyczna jest w niej niska ocena Dainichi Nōnina i jego szkoły Daruma-shū w kontraście z wysoką oceną Myōana Eisaia, którego Kokan traktuje z empatią, gdyż był on pierwszym, który przeniósł nauki chan bezpośrednio z Chin do Japonii.
Pod koniec życia cesarz Go-Murakami (後村上, pan. 1339-1368) nadał mu tytuł Kokushi (Narodowy Nauczyciel).
Mistrz zen Kokan Shiren zmarł 11 sierpnia 1346 roku.
Portret Kokana znajduje się w Kaizo-in w klasztorze Tōfuku-ji w Kioto.

## Wiersz
```
               Księżyc zimą
```

```
Otwieram okno o północy, chłodne nocne powietrze,
Ogród i dach jaśnieją biało,
Idę na werandę, wyciągam rękę, aby wziąć trochę śniegu –
Czyż nie wiedziałem, że światło księżyca nie zrobi śnieżki?
```

## Prace literackie
- Saihokushū – zbiór poezji i esejów
- Genko Shakusho – (Biografie wybitnych mnichów [napisane] w erze genkō) – historia buddyzmu
- Jubun-in-ryaku (5 tomów)
- Kokan Osho Juzenshiroku (3 tomy)
- Butsugo Shinron (18 tomów)

## Linia przekazu Dharmy zen
Pierwsza liczba oznacza liczbę pokoleń mistrzów od 1 Patriarchy indyjskiego Mahakaśjapy.
Druga liczba oznacza liczbę pokoleń od 28/1 Bodhidharmy, 28. Patriarchy Indii i 1. Patriarchy Chin.
Trzecia liczba oznacza początek nowej linii przekazu w danym kraju.
- 49/22. Huqiu Shaolong (1077–1136)
  - 50/23. Ying’an Tanhua (1103–1163)
    - 51/24. Mi’an Xianjie (1118–1186)
      - 52/25. Songyuan Chongyue (1139–1209
        - 53/26. Yun’an Puyan (1156–1226)
          - 54/27. Xutang Zhiyu (1189–1269)
            - 55/28/1. Nampo Jōmyō (1235–1309) Japonia. Szkoła rinzai.

      - 52/25. Po’an Zuxian (1136–1211)
        - 53/26. Wuzhun Shifan (Yuanjiao) (1177–1249)
          - 54/27. Wuxue Zuyuan (1226–1286) (także Foguang)
            - 55/28/1. Mugai Nyodai (1223-1298) mniszka, pierwsza mistrzyni zen
            - 55/28/1. Kōhō Kennichi (1241–1316) Japonia.
              - 56/29/2. Musō Soseki (1275-1351)
                - 57/30/3. Mukyoku Shigen (1282-1359)
                  - 58/31/4. Donchū Dōhō (1365-1498)

                - 57/30/3. Shun'oku Myōha (1311-1388)
                - 57/30/3. Chūgan Engetsu (1300-1375)
                - 57/30/3. Gidō Shūshin (1325-1388)
                - 57/30/3. Zekkai Chūshin (1336-1405)
                  - 58/31/4. Ishō Tokugan (bd)
                    - 59/32/5. Zuikei Shūhō (1391-1473)
                    - 59/32/5. Kisei Reigen (1403-1488)

            - 55/28/1. Kian Soen (1261–1313)) Japonia.
            - 55/28/1. Muchaku (ur. 1243) Japonia. Mniszka
            - 55/28/1. Hōjō Tokimune (1251–1284) Japonia.
            - 55/28/1. Ichiō Inkō (1210–1281)Japonia

          - 54/27. Wu’an Puning (1197–1276)
            - 55/28/1. Hōjō Tokiyori (1227–1263) Japonia

          - 54/27/1. Enni Ben’en (1201–1280) Japonia (Tōfuku-ji)
            - 55/28/2. Tōzan Tanshō (1231-1291) (Tōfuku-ji)
              - 56/29/3. Kokan Shiren (1278-1346)

            - 55/28/2. Mukan Gengo (Fumon) (1212-1291) (Tōfuku-ji), założyciel Nanzen-ji
            - 55/28/2. Hakuun Egyō (bd) (Tōfuku-ji)
            - 55/28/2. Sansō E’un (1231-1301) (Tōfuku-ji)
            - 55/28/2. Zōsan Junkū (1233-1308) (Tōfuku-ji)
            - 55/28/2. Chigotsu Daie (1229-1312) (Tōfuku-ji)
            - 55/28/2. Jikiō Chikan (1245-1322) (Tōfuku-ji)
            - 55/28/2. Mujū Dōgyō (1226-1313)
            - 55/28/2. Sōhō Sōgen (1262-1335)
            - 55/28/2. Jinshi Eison (1195-1272)

          - 54/27. Wanji Xingmi (bd)
            - 55/28. Yishan Yining (1217–1317)
              - 56/29/1. (Kokan Shiren (1278–1346) Japonia)
              - 56/29/1. Sesson Yūbai (1290–1346) Japonia

          - 54/27. Xueyan Huilang (bd)
            - 55/28. Gaofeng Yuanmiao (1238–1295)
              - 56/29/1. Zhongfeng Mingben (1263–1323) Japonia
                - 57/29. Tianru Weize (zm. 1354)
                - 57/30/2. Kosen Ingen (1295–1374) Japonia

            - 55/28. Qi’an Zongxin (bd)
              - 56/29. Shiwu Qinggong (1272-1352)
                - 57/30/1. T’aego Poŭ (1301–1382) Korea. Szkoła imje
                - 57/30/1. Paegun Kyŏnghan (1298–1374) Korea